# Era del Jet

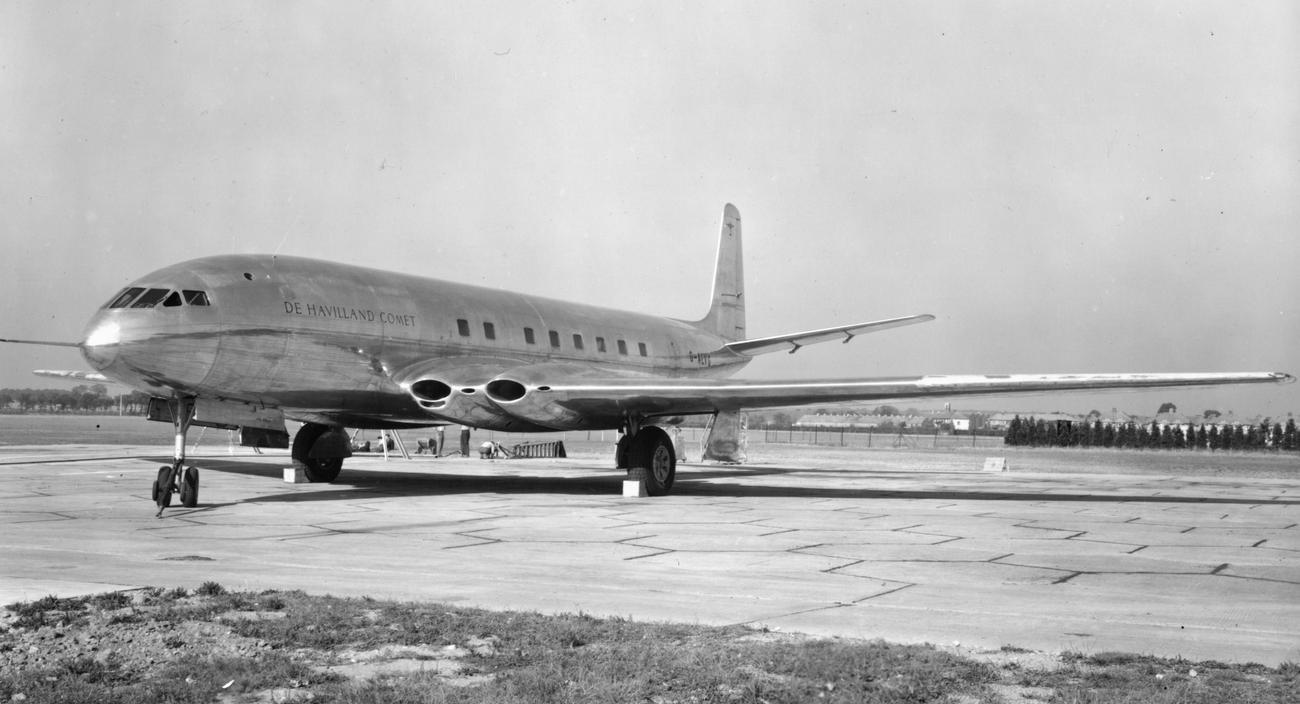
El De Havilland DH.106 Comet fue el primer Avión comercial y comenzó a operar el 9 de enero de 1951.

La era del Jet es un período en la Historia de la aviación definido por el advenimiento de aviones con motores de Turbina y por el cambio social que esto produjo.
Los aviones comerciales pudieron volar mucho más alto, más rápido y más lejos que los antiguos propulsores con Motor de combustión interna alternativo, lo que hace que los viajes transcontinentales e intercontinentales sean mucho más rápidos y fáciles: por ejemplo, los aviones que salen de América del Norte y cruzan el Océano Atlántico (y más tarde, el Océano Pacífico) ahora podría volar a sus destinos sin escalas, haciendo que gran parte del mundo sea accesible en un solo día de viaje por primera vez. Dado que los grandes aviones de pasajeros también podrían transportar más pasajeros que los aviones con motor de pistón, las tarifas aéreas también disminuyeron (en relación con la inflación), por lo que las personas de una gama más amplia de clases socioeconómicas podrían permitirse viajar fuera de sus propios países.
Además del chorro puro, los motores de hélice impulsados por turbina ofrecieron mejoras en el motor de pistón, lo que permitió una conducción más suave y una mejor eficiencia de combustible. Una excepción a la dominación con propulsión a chorro por aviones grandes fue el diseño turbopropulsor de las hélices contra-rotativas que impulsó el Túpolev Tu-114 (primer vuelo 1957). Este avión fue capaz de igualar o incluso superar la velocidad, la capacidad y el rango de los aviones contemporáneos; sin embargo, el uso de tales centrales eléctricas en grandes armazones se restringió totalmente a los militares después de 1976.
Se esperaba que la introducción del avión de transporte supersónico (SST) Concorde al servicio regular en 1976 trajera cambios sociales similares, pero la aeronave nunca tuvo éxito comercial. Después de dos décadas y media de servicio, un accidente fatal del Vuelo 4590 de Air France y otros factores eventualmente causaron la suspensión de los vuelos de Concorde en 2003. Esta fue la única pérdida de un SST en el servicio civil. Solo se utilizó otro diseño de SST a título civil, la era soviética Tu-144, pero pronto se retiró debido a un alto mantenimiento y otros problemas. McDonnell Douglas, Lockheed Corporation y Boeing eran tres fabricantes de EE. UU. que originalmente habían planeado desarrollar varios diseños de SST desde la década de 1960, pero estos proyectos finalmente se abandonaron por diversos motivos de desarrollo, costo y otros motivos prácticos.

## Orígenes
El término "era del Jet" fue acuñado a finales de los años cuarenta. En ese momento, los únicos aviones de propulsión a reacción en producción eran de tipo militar, la mayoría de los cuales eran combatientes. La expresión refleja el reconocimiento de que el motor a reacción había efectuado, o pronto lo haría, un cambio profundo en la aeronáutica y la aviación.
Una visión es que la era del jet comenzó con la invención del motor a reacción en las décadas de 1930 y 1940. En la historia de la aviación militar, comenzó en 1944 con la introducción al servicio del bombardero de reconocimiento Arado Ar 234 y el caza Messerschmitt Me 262 durante la Segunda Guerra Mundial. En la aviación comercial, la era de los aviones a reacción se introdujo en Gran Bretaña en 1952 con el primer vuelo programado del avión De Havilland DH.106 Comet y en Estados Unidos más tarde en la década con los primeros aviones de pasajeros de fabricación estadounidense.

## Aviación civil

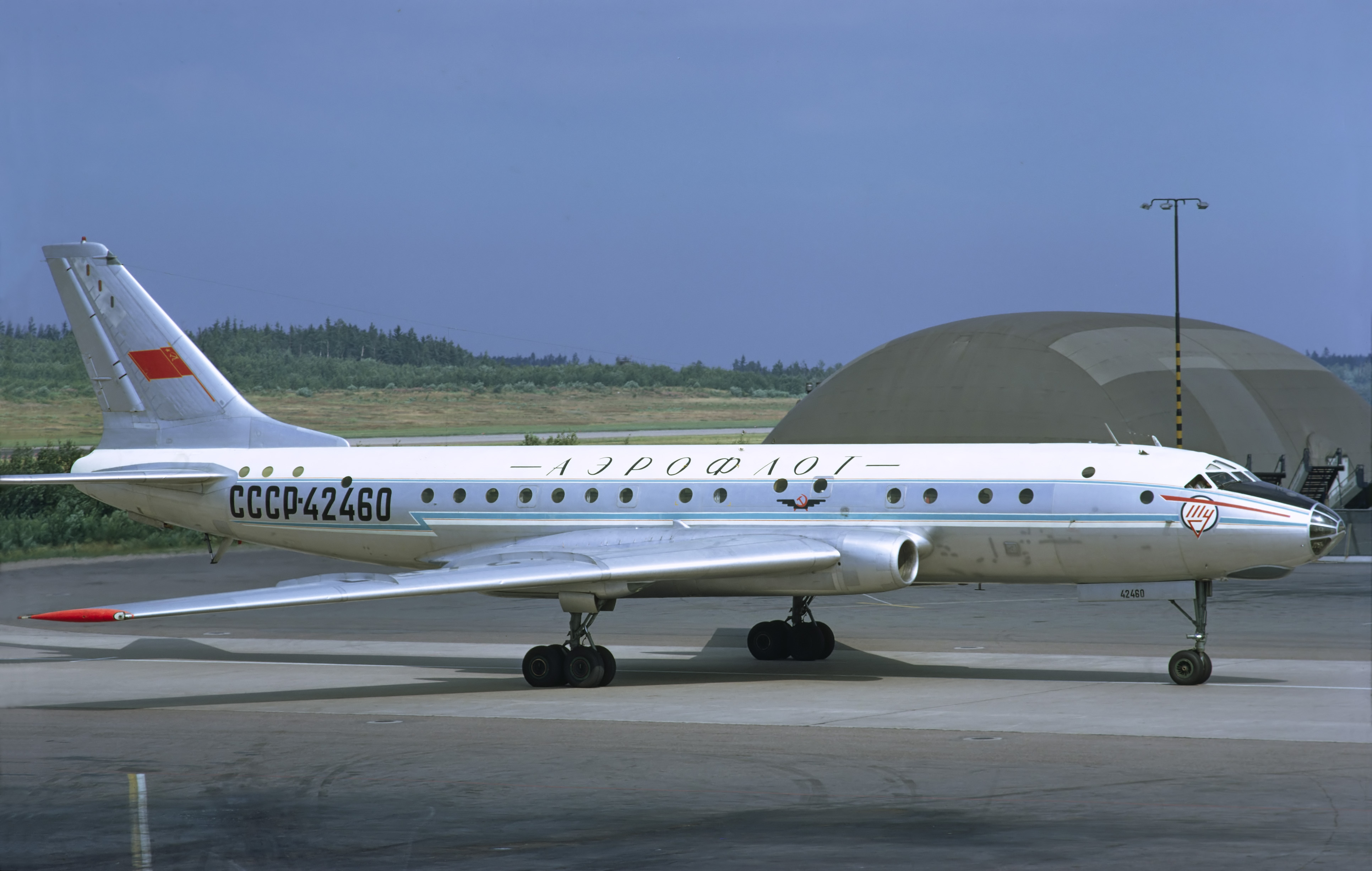
Tupolev Tu-104A de "Aeroflot" en el aeropuerto de Arlanda

El British De Havilland DH.106 Comet fue el primer avión de pasajeros en volar (1949), el primero en servicio (1952) y el primero en ofrecer un servicio transatlántico regular (1958). Se construyeron ciento catorce de todas las versiones. Sin embargo, el primer avión a reacción que proporcionó un servicio sostenido y confiable fue el soviético Túpolev Tu-104 (201 construido), que fue el único avión a reacción en funcionamiento en todo el mundo entre 1956 y 1958 (el Comet fue retirado en 1954 debido a problemas de falla estructural ). El Comet y el Tu-104 fueron luego superados en producción por el Boeing 707 (que entró en servicio en 1958) y Douglas DC-8, que se unieron a él en los cielos durante los próximos años. Otros tipos del período incluyeron el francés Sud Aviation Caravelle
Cuándo el Boeing 707 empezó servicio en la Nueva York a ruta de Londres en 1958, esto devenía el primer año  que más trans-los pasajeros Atlánticos viajaron por aire que por barco.
Cuando el número de pasajeros soared,  devenga poco práctico de aumentar el número de las aeronaves que vuelan del importantes Centro de conexión. En cambio, los diseñadores crearon incluso más grandes Avión de fuselaje ancho y los fabricantes de motor respondieron con más grandes, más potentes y también más combustible-motores eficaces. El primer "jet de jumbo" era el Boeing 747, y él ambos capacidad de pasajero de aeropuerto aumentada y redujo el coste de viaje de aire, más allá acelerando los cambios sociales trajeron aproximadamente a la Era del Jet.

## Aviación militar
La aviación militar había entrado en la era del jet un poco antes, durante las etapas finales de la Segunda Guerra Mundial. En los primeros años de la posguerra, el uso cada vez mayor de aviones a reacción tuvo poco impacto significativo, sirviendo principalmente para continuar las mejoras lentas pero constantes en el rendimiento visto en el pasado. El vuelo supersónico provocó un cambio en el rendimiento de la aeronave. El Bell X-1, primero en romper la barrera del sonido en vuelo nivelado, era un tipo experimental de cohete, y los reactores de producción que lo seguían en servicio podían volar un poco más rápido. El primer avión a reacción diseñado desde el principio para un vuelo supersónico fue el Fairey Delta 2 británico. El 10 de marzo de 1956 se convirtió en el primer avión en volar más rápido que 1,000 millas por hora, anunciando una era de "aviones rápidos", típicamente limitada a una velocidad. de Mach 2.2 por los materiales de ingeniería disponibles. A medida que los aviones se hicieron más rápidos, su armamento cambió de armas a misiles. Los sistemas de aviónica se hicieron más complejos con el radar, el control de incendios y otros sistemas. Las aeronaves se hicieron más grandes y más caras, por lo que se les pidió que hicieran más para que fueran más económicas.